# Беніферрі
Беніферрі — місто в Каталонії, що належить до муніципалітету Валенсія, розташоване в районі Побле де л'Ост.